# النور پرووانسی
النور پرووانس (انگلیسی: Eleanor of Provence; c. 1223 – 24/2۵ ژوئن ۱۲۹۱) بانوی نجیب‌زاده و سیاستمدار اهل پادشاهی فرانسه بود که به عنوان همسر هنری سوم ، پادشاه انگلستان از سال ۱۲۳۶ تا زمان مرگ او در ۱۲۷۲ به عنوان ملکه هم‌نشین انگلستان دست یافت. النور در یک مقطع زمانی و در غیاب همسرش در سال ۱۲۵۳ به عنوان فرمانروای انگلستان خدمت کرد.